# Pożar w metrze w Daegu
Pożar w metrze w Daegu – pożar, do którego doszło 18 lutego 2003 roku w godzinach porannego szczytu na stacji Jungangno w Daegu (Korea Południowa). Przyczyną pożaru było podpalenie. W jego wyniku zginęło 198 osób, a co najmniej 140 zostało rannych.

## Przebieg
Pożar wybuchł w pociągu nr 1079, do którego wsiadł chory psychicznie Kim Dae-han (kor. 김대한), bezrobotny 57-letni kierowca taksówki. Częściowo sparaliżowany po wylewie i niezadowolony z opieki medycznej, postanowił popełnić samobójstwo w miejscu publicznym. Wsiadł do pociągu 1079 i po jego ruszeniu wyjął kartony po mleku, w których były łatwopalne substancje i podpalił je zapalniczką. W pociągu wybuchła panika, a pasażerowie ginęli z powodu braku tlenu i zamkniętych drzwi (spaliło się napędzające je zasilanie elektryczne). Większe szanse na przeżycie mieli tylko pasażerowie znajdujący się blisko przejść międzywagonowych – wśród nich znalazł się podpalacz, który uciekł i przeżył. Po przyjechaniu pociągu 1079 na stację Jungangno (maszynista nie wiedział o pożarze), ogień objął stację metra oraz stojący w pobliżu pociąg 1080. W pociągu 1079 spaliły się wszystkie 6 wagonów, w 1080 – 79 pasażerów zginęło uwięzionych z powodu odcięcia prądu. Pożar udało się ugasić dopiero po 3,5 godziny. 
Akcję ratowniczą utrudniał brak gaśnic w wagonach metra oraz awaryjnego oświetlenia na stacji. Większość ciał ofiar była w znacznym stopniu zwęglona. Udało się zidentyfikować 191 ciał, 6 nie udało się zidentyfikować; znaleziono też własność jednej osoby, której zwłok nie odnaleziono. Większość ofiar to studenci oraz pracownicy sklepów, którzy zmierzali do miejsc pracy w porannym szczycie.

## Skutki
Kim Dae-han został złapany następnego dnia – przebywał w szpitalu, gdzie leczono jego poparzenia. Choi Sang-yeol, maszynista pociągu 1080, i Choi Jeong-hwan, maszynista pociągu 1079, zostali skazani na odpowiednio 5 i 4 lata pozbawienia wolności za zaniechania w akcji ratowniczej. Podpalacz nie został skazany na karę śmierci ze względu na chorobę psychiczną. Dostał wyrok dożywotniego więzienia, gdzie zmarł 31 sierpnia 2004 roku z powodu obrażeń po pożarze.